# Alfred Chanzy
Antoine Eugène Alfred Chanzy (Nouart, 18 marzo 1823 – Châlons-sur-Marne, 4 gennaio 1883) è stato un generale francese, noto per i successi ottenuti durante la guerra franco-prussiana e in qualità di governatore dell'Algeria.

## Biografia
Nato nelle Ardenne, era figlio di un ufficiale di cavalleria e venne educato alla École navale di Brest ma assegnato al corpo d'artiglieria; successivamente frequentò l'École spéciale militaire de Saint-Cyr dove venne assegnato al corpo degli zuavi, nel 1843.
In conseguenza del suo ottimo comportamento in Algeria venne promosso tenente nel 1848 e capitano nel 1851 ed in seguito promosso chef de bataillon nel 1856 servendo nella Seconda guerra d'indipendenza italiana a Magenta e Solferino.
Servendo come tenente colonnello nella campagna in Siria del 1860-61, venne promosso colonnello comandando il 45º Reggimento a Roma nel 1864. Dopo aver fatto ritorno in Algeria in qualità di generale di brigata, partecipò alla soppressione delle rivolte arabe comandando alcune divisioni a Bel Abbes e Tlemçen nel 1868.
Sebbene avesse guadagnato gli onori sul campo non godeva di ottima reputazione nei gabinetti di guerra perché sospettato di aver collaborato come fonte per la stampa, e allo scoppio della guerra franco-prussiana gli venne rifiutato il comando di una brigata. Dopo la rivoluzione, tuttavia, il governo di salvezza nazionale lo richiamò dall'Algeria e lo promosse generale di divisione dandogli il comando del XVI Corpo d'armata dell'Armata della Loira.
L'Esercito della Loira ottenne il più importante successo militare francese dell'intero conflitto presso Coulmiers e successivamente a Patay, ed in entrambe le occasioni le truppe del generale Chanzy ebbero un ruolo fondamentale.
Dopo la seconda battaglia di Orléans e la separazione delle due ali dell'esercito francese Chanzy venne posto al comando dell'ala occidentale ed il suo avversario militare, il granduca di Mecklenburgo Federico Carlo di Prussia manifestò grandi apprezzamenti sulla personalità e sull'abilità militare della sua controparte.
Durante la faticosa e sfibrante ritirata francese dopo Le Mans, il generale Chanzy incoraggiò i suoi uomini dando per primo l'esempio di costanza e forza morale, guidandoli fino a Laval.
Mentre Leon Gambetta poteva essere considerato l'anima dello sfibrato esercito francese, il generale Chanzy potrebbe essere considerato il suo braccio destro della resistenza francese all'invasore.
Insignito dell'onorificenza della Legion d'onore venne eletto deputato all'Assemblea Nazionale Francese. Allo scoppio della Comune di Parigi, Chanzy si trovava a Parigi e cadde nelle mani degli insorti ai quali fu costretto a dare la sua parola d'onore che non avrebbe mai guidato delle truppe contro di loro ed il governo venne costretto a pagare un riscatto di 40.000 franchi per la sua liberazione.
Nel 1872 divenne membro del comitato di difesa nazionale e comandante del VII Corpo d'armata e nel 1873 venne promosso governatore d'Algeria dove rimase sei anni.
Nel 1875 venne eletto senatore a vita e nel 1878 ricevette la Gran Croce della Legion d'Onore.
Morì mentre era comandante del VI Corpo d'armata stanziato ai confini con la Germania presso Châlons-sur-Marne, pochi giorni dopo la morte di Leon Gambetta e per lui vennero celebrati i funerali di Stato.